# Я вас любил… (фильм)
«Я вас любил…» (сочинение на вольную тему) — чёрно-белый советский художественный фильм, лирическая комедия режиссёра Ильи Фрэза. Премьера состоялась 4 июня 1967 года. Кинокартину посмотрели 21,3 млн. зрителей.

## Сюжет
Романтическая история о первой любви восьмиклассника Коли к ученице хореографического училища Наде.

Мне кажется, будь побольше таких детских фильмов, как лента Ильи Фрэза «Я Вас любил…», юноши и девушки многих стран научились бы уважать и беречь красоту зарождающегося первого большого чувства.— Джанни Родари

## В ролях
- Виктор Перевалов — Коля Голиков
- Виолетта Хуснулова — Надя Наумченко
- Виталий Ованесов — Женя Липатов
- Лариса Зубкович — Галя Кузина
- Валерий Рыжаков — Жора
- Е. Касатикова — Марина
- Игорь Сыхра — Володя Сорокин
- Вера Орлова — мама Коли, Зинаида
- Евгений Весник — папа Коли, Павел
- Наталья Селезнёва — Лидия Николаевна, учительница литературы
- Наталья Дудинская — Зоя Павловна, педагог хореографического училища
- Нина Чистова — Раиса Дмитриевна Красовская

Также в фильме принимали участие артисты балета Ленинградского театра оперы и балета имени С. М. Кирова, педагоги и учащиеся Ленинградского хореографического училища имени А. Я. Вагановой (руководители училища Фея Балабина и Валентин Шелков): Виталий Афанасков, Ростислав Славянинов, Игорь Уксусников, Ольга Вторушина, Светлана Ефремова, а также дирижёр Георгий Ержемский.

## Хореография
- Фрагменты из балета П. И. Чайковского «Спящая красавица» в редакции Константина Сергеева
- «Танец без названия» поставил Касьян Голейзовский
- Современные танцы — Н. Шарыгин
- Музыка в исполнении Государственного симфонического оркестра кинематографии и оркестра Ленинградского театра оперы и балета имени С. М. Кирова, дирижёры: Эмин Хачатурян, Виктор Федотов.

## Съёмочная группа
- Автор сценария — Михаил Львовский
- Режиссёр-постановщик — Илья Фрэз
- Главные операторы: Андрей Кириллов и Михаил Кириллов
- Художник-постановщик — Александр Дихтяр
- Композитор — Нектариос Чаргейшвили

## Награды
- 1968 — Почётные грамоты и медали ЦК ВЛКСМ коллективу фильма за лучший детский фильм.
- 1968 — ВКФ (Первая премия за лучший фильм для детей и юношества).
- 1968 — Венеция (Диплом жюри МКФ для детей и юношества).
- 1969 — Москва (Приз Министерства просвещения СССР на МКФ).